# East Berbice-Corentyne

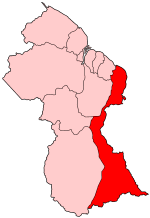
Regionens läge i Guyana.

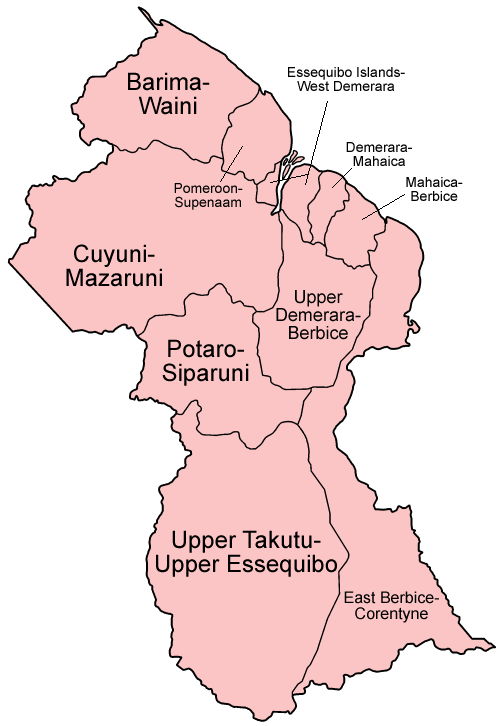
Guyanas 10 regioner.

Regionen East Berbice-Corentyne (Region 6 - East Berbice-Corentyne) är ett av Guyanas 10 Administrativa regioner.

## Geografi
East Berbice-Corentyne har en yta på cirka 36 255 km² med cirka 123 700 invånare. Befolkningstätheten är 3 invånare/km².
Huvudorten är New Amsterdam med cirka 32 900 invånare.

## Förvaltning
Regionen förvaltas av en Regional Democratic Council (Regionala demokratiska rådet) som leds av en Chairman (Ordförande). Regionens ordningsnummer är 6 och ISO 3166-2-koden är "GY-EB".
East Berbice-Corentyne är underdelad i 22 Neighbourhood Democratic Councils (distrikt):
Ordinarie:
- Jackson Creek / Crabwood Creek
- No. 74 village / No. 52 village
- No. 51 village / Good Hope
- Joppa / Macedonia
- Tarlogie / Maida
- Bush Lot / Adventure
- Hogstye / Lancaster
- Whim / Bloomfield
- John / Port Mourant
- Hamsphire / Kilcoy
- Fyrish / Gibraltar
- Borlam (No. 37) / Kintyre
- No.38 / Ordnance Fortlands
- Cane Field / Enterprise
- Black Bush Polder Land Development Scheme
- Enfield / New Doe Park
- Corriverton stad
- Rose Hall stad
- New Amsterdam stad

Ej ordinarie:
- Corentyne River
- Canje River
- East bank Berbice

Den nuvarande regionindelningen om 10 regioner infördes 1980.